# 長野県道473号上松御岳線
長野県道473号上松御岳線（ながのけんどう473ごう あげまつおんたけせん）は、長野県木曽郡上松町と御嶽山山頂を結ぶ一般県道。

## 概要

### 路線データ
- 起点：木曽郡上松町小川（国道19号交点）
- 終点：御岳山山頂

## 通過する自治体
- 木曽郡
  - 上松町 - 木曽町 - 王滝村

## 交差・接続する道路
- 国道19号 - 木曽郡上松町小川（起点）
- 長野県道20号開田三岳福島線 - 木曽町大字三岳字橋渡・三岳字黒沢（黒沢交差点）間 ※一部重複
- 長野県道256号御岳王滝黒沢線 - 木曽町三岳字黒沢（黒沢交差点）・御嶽山山頂（終点）間
- 長野県道486号王滝加子母付知線 - 王滝村